# Жанажол (Акжаикский район)
Жанажол (каз. Жаңажол, до 1993 г. — Горбуново) — село в Акжаикском районе Западно-Казахстанской области Казахстана. Входит в состав Алгабасского сельского округа. Код КАТО — 273237500.

## Население
В 1999 году население села составляло 458 человек (254 мужчины и 204 женщины). По данным переписи 2009 года, в селе проживало 415 человек (223 мужчины и 192 женщины).